# Хвалинск
Хвалинск (на руски: Хвалынск) е град в Русия, административен център на Хвалински район, Саратовска област. Населението му към 1 януари 2018 е 12 391 души.

## Известни личности
Родени в Хвалинск
- Виктор Чернов (1873 – 1952), политик